# Bashkirian Airlines
Die Bashkirian Airlines (russisch Башкирские авиалинии, kurz: BAL, БАЛ) war eine russische Fluggesellschaft mit Sitz in Ufa.

## Geschichte
Ursprünglich wurde Bashkirian Airlines als Schwestergesellschaft von Aeroflot gegründet. Die Fluggesellschaft führte Inlandsflüge zwischen Moskau, Nadym, Nischnewartowsk, Nowy Urengoi, Sankt Petersburg, Surgut und Ufa durch. Internationale Ziele waren Addis Abeba, Baku, Duschanbe, Hurghada, Istanbul, Jerewan und Neu-Delhi. Im Jahr 2006 entzog die russische Flugsicherheitsbehörde FTOA der Airline die Fluglizenz und stellte sie erst nach Sicherheitsüberholungen an den Maschinen wieder her. Im Mai 2007 meldete Bashkirian Airlines dann jedoch Insolvenz an und stellte den Flugbetrieb ein. Vor dem Konkurs waren 1513 Mitarbeiter angestellt.

## Flotte
Zuletzt operierte Bashkirian Airlines mit folgender Flotte:
- 2 Tupolew Tu-154M (davon ein Flugzeug verleast)

Des Weiteren waren zehn Flugzeuge stillgelegt:
- 1 Antonow An-24RW
- 3 Antonow An-24W
- 4 Tupolew Tu-134A
- 2 Tupolew Tu-154B

## Zwischenfall
Bashkirian Airlines stand 2002 mit dem Flug 2937 im öffentlichen Interesse, als im deutschen Luftraum über Überlingen am Bodensee eine Tupolew Tu-154M der Fluggesellschaft mit einer Boeing 757-200 der DHL kollidierte. Dabei kamen 71 Menschen ums Leben.